# Strč prst skrz krk

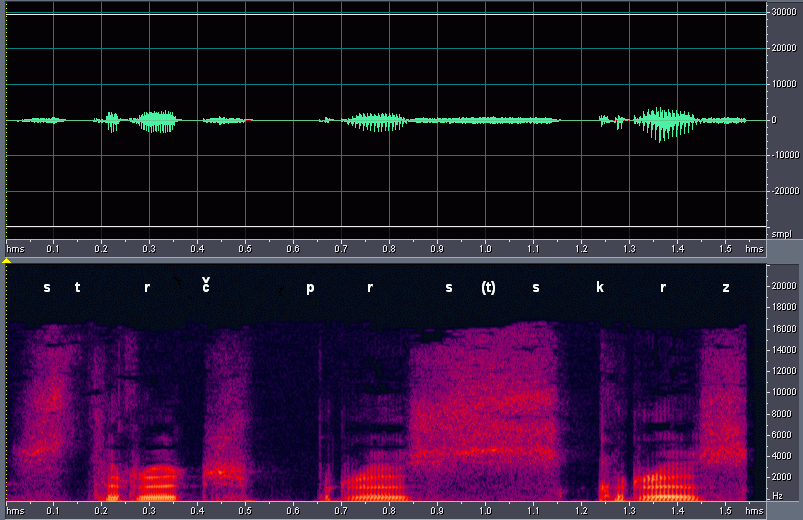
스펙트로그램으로 나타낸 모습.

스트르치 프르스트 스크르스 크르크(체코어: Strč prst skrz krk [str̩tʃ pr̩st skr̩s kr̩k], 듣기 (도움말·정보))는 체코어 및 슬로바키아어의 대표적인 발음하기 힘든 문장이다. 뜻은 '목구멍 안에 손가락 찔러넣기'이다. 이 문장은 모음을 전혀 사용하지 않고 자음만으로 구성된 문장인데, 주로 체코어 혹은 슬로바키아어를 배울때 초보자들에게 예제로 나오는 문장이며, 발음할 때 상당한 주의를 요하기 때문에 체코와 슬로바키아어에서는 이 문장으로 사람이 술에 취했는가 아닌가를 판명하기도 한다. 한편 체코어에서는 이 문장보다 더 긴 자음만으로 구성된 문장도 있는데, 흐르트 플른 스크브른 프트르흘 스크르스 트르스 흐르프 프 치트브르티 크르치(Chrt pln skvrn vtrhl skrz trs chrp v čtvrť Krč)와 플흐 플른 스크브른 프르흐 스크르스 드른 프르프 즈흘트 치트브르트 흐르스트 즈른(Plch pln skvrn prch skrz drn prv zhlt čtvrt hrst zrn) 등이 있다.

## 같이 보기
- 쉽볼렛